# Периплазма

Опис зображення

Перипла́змовий про́стір або перипла́зма (грец. περί — навколо, кругом, πλάσμα — виліплене, створене) — простір, що знаходиться між цитоплазматичною і зовнішньою мембранами грам-негативних бактерій. Також периплазмовим простором інколи називається дещо менший простір між цитоплазматичною мембраною і шаром пептидоглікану (клітинною стінкою) грам-позитивних бактерій. Периплазмовий простір звичайно наповнений тонкою мережею пептидогліканових волокон і становить від кількох відсотків до 40% від повного об'єму клітини. Цей простір залучається до різних біохімічних шляхів, зокрема метаболічних шляхів, синтезу пептидоглікану, електронного транспорту і нейтралізації отруйних для клітини речовин. Грам-позитивні бактерії не мають можливості утримувати білки у периплазмовому просторі, але вони все ж таки виділяють у вигляді екзоензимів багато білків, аналогічних периплазмовим білкам грам-негативних бактерій.
Периплазмовий простір важливий у медицині, тому що він містить деякі ферменти, що руйнують антибіотики, наприклад, бета-лактамазу, що відповідає за деградацію пеніциліну та споріднених речовин, даючи бактеріям захист проти цих ліків.
| Клітина | Це незавершена стаття з клітинної біології. Ви можете допомогти проєкту, виправивши або дописавши її. |